# Wybrzeże (wieś)

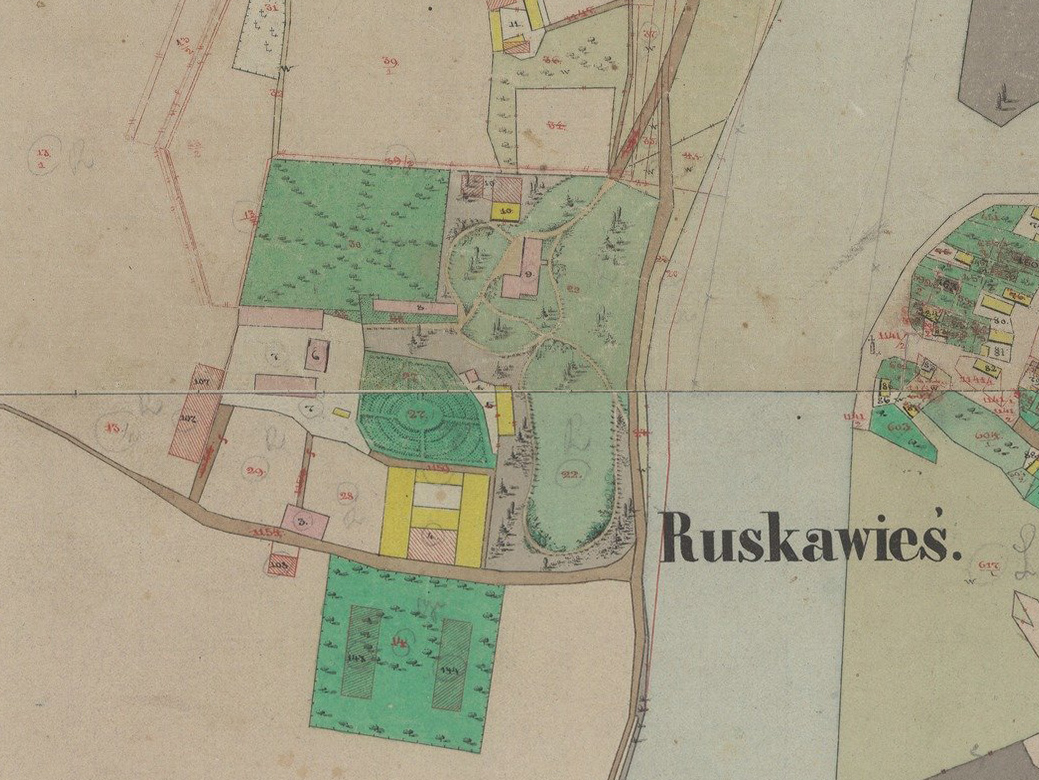
Dwór w Ruskiej Wsi koło Dubiecka na mapie z 1851r.

Wybrzeże (do 31 VII 1947 Ruska Wieś, następnie od 3 IX 1949 Brzeżyna) – wieś w Polsce, położona w województwie podkarpackim, w powiecie przemyskim, w gminie Dubiecko.
| SIMC    | Nazwa | Rodzaj    |
| ------- | ----- | --------- |
| 0601171 | Zasan | część wsi |

W 1883 Ruskiej Wsi urodził się Leon Barucki. 
W II Rzeczypospolitej wieś w powiecie przemyskim w województwie lwowskim.
W latach 1944–1945 nacjonaliści ukraińscy z OUN-UPA zamordowali tutaj 5 Polaków. Zabili też 4 żołnierzy Wojska Polskiego.
W latach 1975–1998 miejscowość administracyjnie należała do województwa przemyskiego.

## Nazwa
Od XV w. do II wojny światowej miejscowość nosiła nazwę Ruska Wieś. Właścicielem Ruskiej Wsi był Ignacy Krasicki (1839-1924).
Wybrzeże składa się z dwóch dawnych wsi: prawobrzeżna Ruska Wieś (pierwotna wieś Dubiecko) i lewobrzeżna Przysada, połączone wiszącą kładką.

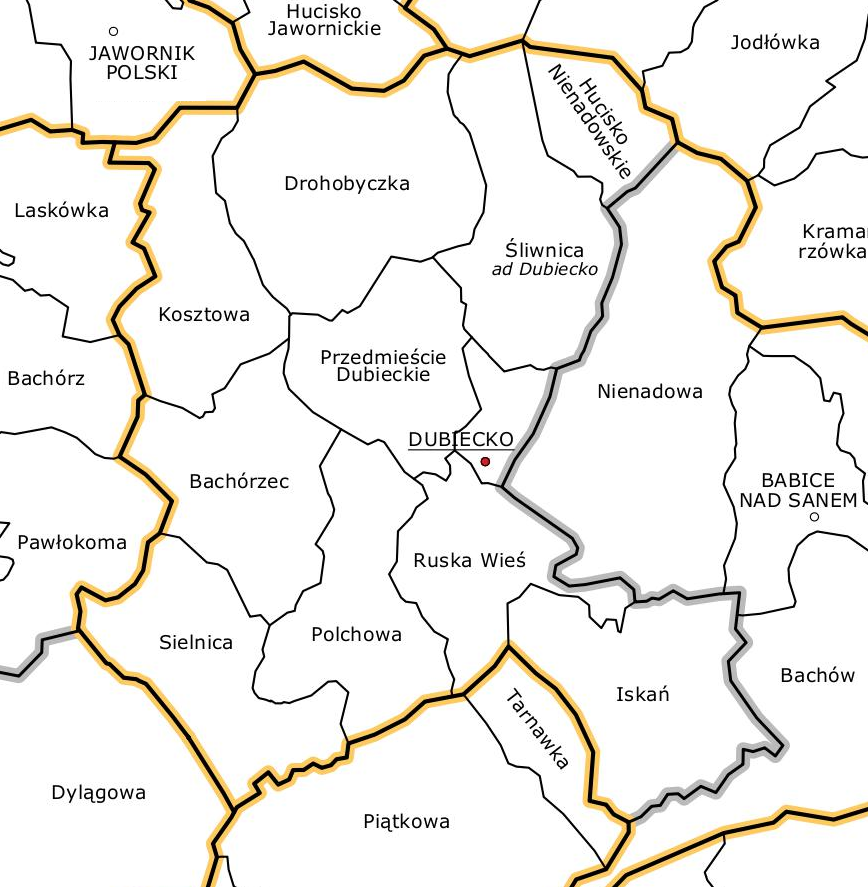
Ruska Wieś na planie gminy Dubiecko z 1934